# Рехтмерінг
Рехтмерінг (нім. Rechtmehring) — громада в Німеччині, розташована в землі Баварія. Підпорядковується адміністративному округу Верхня Баварія. Входить до складу району Мюльдорф. Складова частина об'єднання громад Майтенбет.
Площа — 24,33 км2. Населення становить 1976 ос. (станом на 31 грудня 2020).